# Fraunhofer-Objektiv
Objektive, die aus zwei Einzellinsen bestehen, die durch einen Luftspalt getrennt sind, werden nach ihrem Erfinder Joseph von Fraunhofer als Fraunhofer-Objektive bezeichnet. Fraunhofer-Objektive sind im Regelfall so ausgeführt, dass die Brennweite für zwei Wellenlängen gleich wird, meist für die C-Linie (rot, 656 nm) und die F-Linie (486 nm, blau-grün). Das Fraunhofer-Objektiv ist daher ein Achromat.
C. A. Steinheil & Söhne stellten später ein anders aufgebautes achromatisches Doublet mit Luftspalt her.

## Vorgeschichte
Fernrohre wiesen bis Mitte des 18. Jahrhunderts störende Farbfehler durch Dispersion des verwendeten Glases auf, die sogenannte chromatische Aberration. Mitte des 18. Jahrhunderts wurden dann die ersten zweilinsigen Objektive entwickelt, die relativ farbreine Beobachtungen gestatteten (achromatische Doublets).
Der unmittelbare Erfinder des  achromatischen Doublets war der Engländer Chester Moor Hall. Er kombinierte eine Sammellinse aus Kronglas mit einer Zerstreuungslinse aus Flintglas. Die Linsen sind verkittet, d. h. die sich berührenden 'inneren' Oberflächen der beiden Linsen haben gegensätzlich gleiche Radien. Der mikroskopisch schmale Spalt ist dabei mit Kanadabalsam gefüllt. Die erste nennenswerte Verbreitung erfuhren achromatische Doublets durch John Dollond (1706–1761). Ein wichtiger weiterer Entwicklungsschritt wurde dann von Fraunhofer durch die Trennung der beiden Linsen und die Einführung eines Luftspalts geleistet.

## Beschaffenheit
Wie bereits das Original-Doublet von Hall und Dollond basiert das Fraunhofer-Objektiv auf der Nutzung unterschiedlicher Gläser für die beiden Linsen, die sich in ihrem Lichtbrechungsindex und ihrer Dispersion unterscheiden. Dies ermöglicht es, dass zumindest zwei Wellenlängen in einem gemeinsamen Brennpunkt vereint werden konnten. Dies bedeutet, dass die chromatische Aberration (bzw. Farblängsfehler) gegenüber einer Einzellinse stark vermindert werden kann.
Das Fraunhofer-Objektiv besteht aus einer Sammellinse aus Kronglas (niedriger Brechungsindex, niedrige Dispersion) sowie einer Zerstreuungslinse aus Flintglas (hoher Brechungsindex, hohe Dispersion). Im Gegensatz zum Originalchromaten sind die beiden Linsen jedoch nicht mehr verkittet. Stattdessen sind sie durch einen schmalen Luftspalt getrennt. Diese Weiterentwicklung gestattet eine verbesserte Korrektur der Abbildungsfehler, da durch den Abstand der Linsen und die nun gewonnene Unabhängigkeit der beiden inneren Linsenradien mehr Freiheitsgrade bei der optischen Konstruktion verfügbar sind. Insbesondere lässt sich nun auch die Koma korrigieren.
Wenn wir die Radien der optisch brechenden Oberflächen vom Objekt aus beginnend mit R1 bis R4 bezeichnen, ist ein Fraunhofer-Objektiv in der Regel wie folgt aufgebaut:
- R1 > R2
- R2 ist ähnlich aber nicht gleich R3
- R4 > R3